# ثقب الحاج (العراق)
ثقب الحاج منطقة عراقية وخَبْرة في قضاء السلمان بمحافظة المثنى بالبادية العراقية جنوب العراق. البعد 40 ميلاً بينها وبين الحدود السعودية العراقية جنوباً.